# Alejandra Radano
Alejandra Radano (née à Buenos Aires en Argentine) est une actrice et chanteuse de nationalité italo-argentine - sa carrière est principalement franco-argentine.

## Biographie
Fille d'une mère pianiste et d'un père sociologue, elle étudie le piano, le chant, la peinture, la danse, la
littérature et se consacre au chant (music-hall et comédie musicale). Elle suit une formation au conservatoire de Buenos Aires, qu'elle quitte en 1990.
Elle joue et chante dans plusieurs comédies musicales en Argentine, ainsi qu'en France et en Italie, en français puis en italien, en 2002 et 2003 avec Catherine Ringer dans Concha Bonita.

Dans son portrait dans Le Monde, le journaliste Olivier Schmitt la dépeint ainsi: 
« D'abord un visage à la Barbra Streisand, mais plus charmant, une bouche sensuelle et un regard clair, de ces yeux qui disent dans un même éclat la joie et la douleur de vivre ; un corps tout aussi expressif et délié ; une voix enfin, au registre étendu, riche, aux harmoniques infinies... Les atouts d'Alejandra Radano sont d'une grande interprète »
En Argentine, indique le journaliste, « elle a chanté les grands hits du répertoire populaire américain (...), le répertoire européen de l'entre-deux-guerres, les chansons du music-hall français, donné des récitals de tango, joué dans des pièces de théâtre et dans des téléfilms. »
En novembre et décembre 2007, Alejandra Radano est à nouveau à l'affiche à Paris, dans le "spectacle dramatique et musical" Divino Amore d'Alfredo Arias et René de Ceccatty. De même en novembre et décembre 2009, dans trois spectacles mis en scène et écrits ou coécrits par Alfredo Arias, Trois tangos (livret de Gonzalo Demaria, musique de Axel Krygier), Tatouage (de Alfredo Arias) et Cabaret Brecht Tango Broadway.

## Théâtre
- Drácula, el musical d'Pepe Cibrián Ángel Mahler : Lucy'
- Cats d'Andrew Lloyd Webber : Agilorum, Golfatriz
- La Belle et la Bête : Babette
- La ópera de tres centavos (L'Opéra de quat'sous), de Bertolt Brecht et Kurt Weill
- Cabaret, de Joe Masteroff, John Kander et Fred Ebb (Argentine) : Sally Bowles
- Chicago, de Bob Fosse et Fred Ebb (Argentine) : Roxie Hart
- Tango Reviù, mise en scène de Fabián Luca
- Canciones Degeneradas (Chansons dégénérées), inspirées de la "Entartete Müsik" , la "musique dégénérée", et des chansons de l'entre-deux guerres, mise en scène de Fabián Luca.
- Liaisons Tropicales, comédie musicale tirée du roman Liaisons Dangereuses, livret de Alfredo Arias, Gonzalo Demaria et René de Ceccatty
- 2002 et 2003 : Concha Bonita, d'Alfredo Arias, René de Ceccatty et Nicola Piovani (France et Italie) : Myriam
- 2005: Tango mon amour de Jacobo Romano et Jorge Zulueta avec Hanna Schygulla, Laura Lago et Ruben Amoretti.
- 2007: Divino Amore d'Alfredo Arias et René de Ceccatty, mis en scène par Alfredo Arias, au théâtre du Rond-Point à Paris
- 2009: Trois tangos[2], Tatouage[3], Cabaret Brecht Tango Broadway[4], mis en scène par Alfredo Arias, théâtre du Rond-Point à Paris
- 2011 : René l'énervé, opéra bouffe écrit par Jean-Michel Ribes et composé par Reinhardt Wagner, mise en scène de Jean-Michel Ribes, théâtre du Rond-Point à Paris : Belladonna
- 2012: Delirio Gaucho de Fabián Luca et Alejandra Radano Centro Cultural de la Cooperación Buenos Aires, Argentina.
- 2012: Hermanas et Cinelandia de Alfredo Arias et René de Ceccatty au Théâtre Petit Montparnasse à Paris,France.

## Filmographie
- 1998 : Frontera Sur (ou America Mia), Argentine
- 1999 : Campeones de la vida (TV) (titre anglais: Champions of Life), Argentine : Milena
- 2002 : 099 Central (titre anglais: Brigade 099), Argentine : Yiya
- 2002 : Assassination Tango, de Robert Duvall, Argentine-États-Unis
- 2005 : El Buen destino

## Commentaires
Son rôle de Myriam, l'ancienne amante de Pablo/Concha dans la pièce Concha Bonita en 2002, lui a valu des critiques laudatives en France: « Alexandra Radano, enfin, la belle Argentine à la palette contrastée, fille de music-hall et de comédies musicales, pour la première fois en France », « une extraordinaire chanteuse argentine, Alejandra Radano »